# Pseudocoris bleekeri
Pseudocoris bleekeri là một loài cá biển thuộc chi Pseudocoris trong họ Cá bàng chài. Loài này được mô tả lần đầu tiên vào năm 1876.

## Từ nguyên
Từ định danh bleekeri của loài được đặt theo tên của nhà ngư học Pieter Bleeker

## Phạm vi phân bố và môi trường sống
P. bleekeri có phạm vi phân bố ở Tây Thái Bình Dương. Từ vùng biển phía nam Nhật Bản và quần đảo Ryukyu, loài này được ghi nhận trải dài về phía nam đến Đài Loan, Philippines, Malaysia và Indonesia; xa hơn ở phía nam là đến New Caledonia.
P. bleekeri sống trên nền đáy cát và đá vụn, thường là ở những vùng đáy phẳng có các rạn san hô, độ sâu trong khoảng từ 5 đến 30 m.

## Mô tả
P. bleekeri có chiều dài cơ thể tối đa được ghi nhận là 15 cm. Chúng là loài dị hình giới tính.
Cá con khi còn sống có màu nâu cam, vây đuôi có màu vàng chanh, ánh màu bạc ở bụng và ngực. Có một đường sọc sẫm màu nằm giữa thân, băng dọc theo chiều dài của thân (sẫm ở mõm và nhạt dần về phía thân sau). Ngoài dải sọc này còn khoảng 3 dải sọc mờ khác trên thân.
Cá cái có màu nâu hồng hoặc xanh lục lam với một đốm tròn màu nâu đen trên nắp mang và một đốm đen nhỏ hơn ở gốc vây đuôi. Các vệt sọc màu trắng đến vàng nhạt ở trên đầu. Gốc vây ngực có một đốm màu hồng cam.
Cá đực có màu xanh lục lam hoặc xanh tím ở thân trên, thân dưới và bụng có màu lục lam nhạt, gần như trắng. Hai bên thân có một hàng các vệt sọc đen dọc theo đường bên. Giữa thân có một vệt sọc dọc màu vàng tươi, thường có 1–2 vệt đen (sẫm màu hơn những vệt đen còn lại trên thân) ở ngay phía trước (và sau). Gai vây lưng đầu tiên vươn cao, thường có màu đen hoặc xanh lam. Vây lưng và vây hậu môn có dải sọc rộng màu vàng cam; có hai dải màu xanh óng viền lấy rìa trên và dưới của dải vàng cam này.
Số gai ở vây lưng: 9; Số tia vây ở vây lưng: 12; Số gai ở vây hậu môn: 3; Số tia vây ở vây hậu môn: 12; Số tia vây ở vây ngực: 13; Số gai ở vây bụng: 1; Số tia vây ở vây bụng: 5.

## Sinh thái và hành vi
P. bleekeri thường lẫn vào đàn của những loài cá khác để kiếm ăn trên động vật phù du. Loài này thỉnh thoảng được đánh bắt nhằm mục đích thương mại trong ngành buôn bán cá cảnh.

### Trích dẫn
- "Review of the labrid fshes of the Indo-Pacifc Genus Pseudocoris, with a description of two new species" (PDF). Journal of the Ocean Science Foundation. Quyển 16. 2015. tr. 1–55. {{Chú thích tạp chí}}: Đã bỏ qua tham số không rõ |authors= (trợ giúp)